# Sud Chichas
Sud Chichas, ook Sur Chichas, is een provincie in het zuidoosten van het departement Potosí in Bolivia.

## Geografie
De provincie Sud Chichas is een van de zestien provincies in het departement. Zij ligt tussen 20° 51' en 21° 50' zuiderbreedte en tussen 65° 15' en 66° 30' westerlengte, en heeft een oppervlakte van 8516 km², ongeveer driemaal het oppervlak van Noord-Holland.
Sud Chichas wordt omringd door de provincie Antonio Quijarro in het noorden, de provincies Nor Lípez en Sud Lípez in het westen, het land Argentinië en de provincie Modesto Omiste in het zuiden en de departementen Tarija en Chuquisaca in het oosten. De provincie strekt zich ongeveer 130 km uit in zowel oost-west- als noord-zuidrichting.

## Demografie
Belangrijkste taal in de provincie is met 96% het Spaans, naast 59% Quechua. De bevolking is volgens volkstellingen afgenomen van 52.308 in 1992 naar 47.873 in 2001, een afname van 8,5%. 45% van de bevolking heeft geen toegang tot elektriciteit, 74% leeft zonder sanitaire voorzieningen, 34% werkt in de landbouw, 11% in de mijnbouw, 6% in de industrie en 49% in de dienstverlening. 88% van de bevolking is katholiek en 8% evangelicaal. Hoofdstad van de provincie is Tupiza.

## Bestuurlijke indeling
Sud Chichas is verdeeld in twee gemeenten:
- Atocha
- Tupiza

Alonso de Ibáñez · 
Antonio Quijarro · 
Bernardino Bilbao · 
Charcas · 
Chayanta · 
Cornelio Saavedra · 
Daniel Campos · 
Enrique Baldivieso · 
José María Linares · 
Modesto Omiste · 
Nor Chichas · 
Nor Lípez · 
Rafael Bustillo · 
Sud Chichas · 
Sud Lípez · 
Tomás Frías